# 2008-as német rali

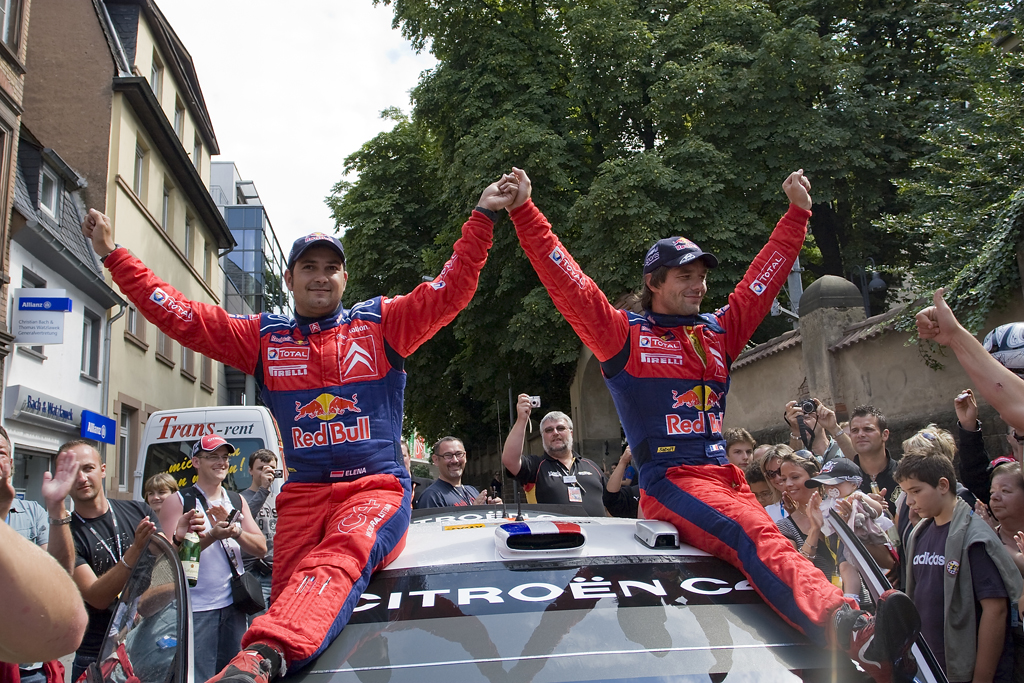
Sébastien Loeb - Daniel Elena kettős a győzelmi ünneplés közben

A 2008-as német rali (hivatalosan: 27.ADAC Rallye Deutschland) volt a 2008-as rali-világbajnokság tizedik futama. Augusztus 15 és 17 között került megrendezésre, 19 gyorsasági szakaszból állt, melyek össztávja 353 kilométert tett ki. A versenyen 81 páros indult, melyből 58 ért célba.
A versenyt, az elmúlt hat évet követően ismét Sébastien Loeb nyerte. Ez volt a hetedik sikere a 2008-as szezonban. Másodikként csapattársa Dani Sordo végzett, harmadik pedig François Duval lett.
A futam a junior rali-világbajnokság szezonbeli ötödik futama is volt egyben. Ezt az értékelést Sébastien Ogier nyerte, Aaron Burkart és Alessandro Bettega előtt.

## Beszámoló
Első nap

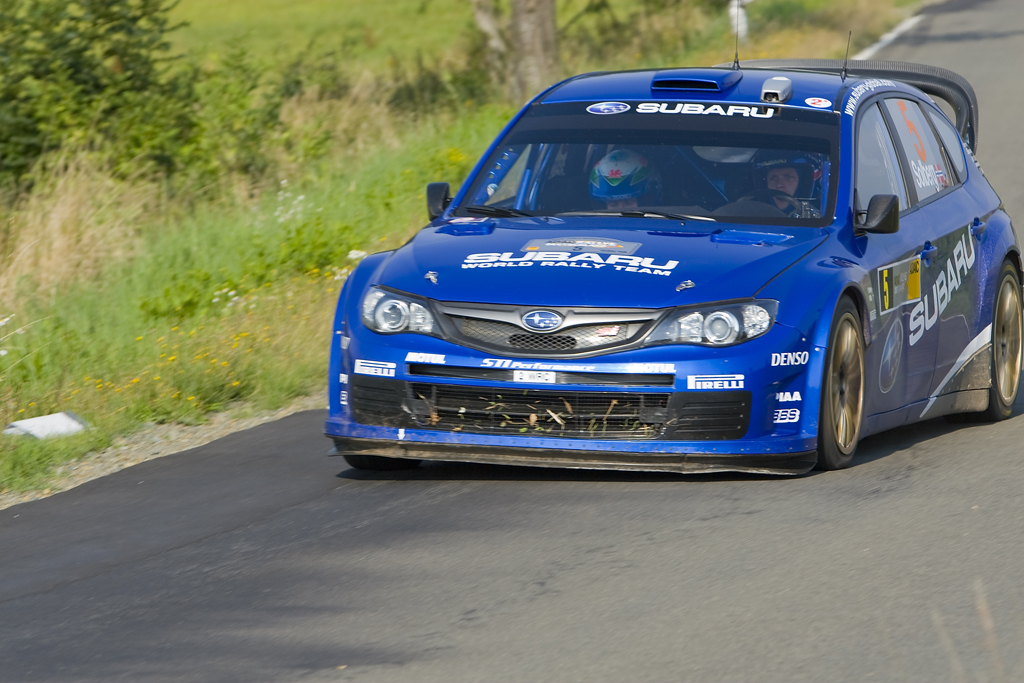
Petter Solberg a második napon

Loeb az összes gyorsasági szakaszt megnyerte az első napon. Az ötödik szakaszon a Stobart Ford versenyzője, Gigi Galli súlyos balesetet szenvedett. Nagy sebességgel lecsúszott az útról,  és a Focus WRC-t végül egy fa állította meg. Galli combcsontja eltört, navigátorát, Bernacchinit pedig megfigyelésre kórházba szállították. A napot Mikko Hirvonen zárta a második helyen. Mögötte Sordo, majd Duval következett. Latvala az ötödik helyen állt a nap végén.
Második nap

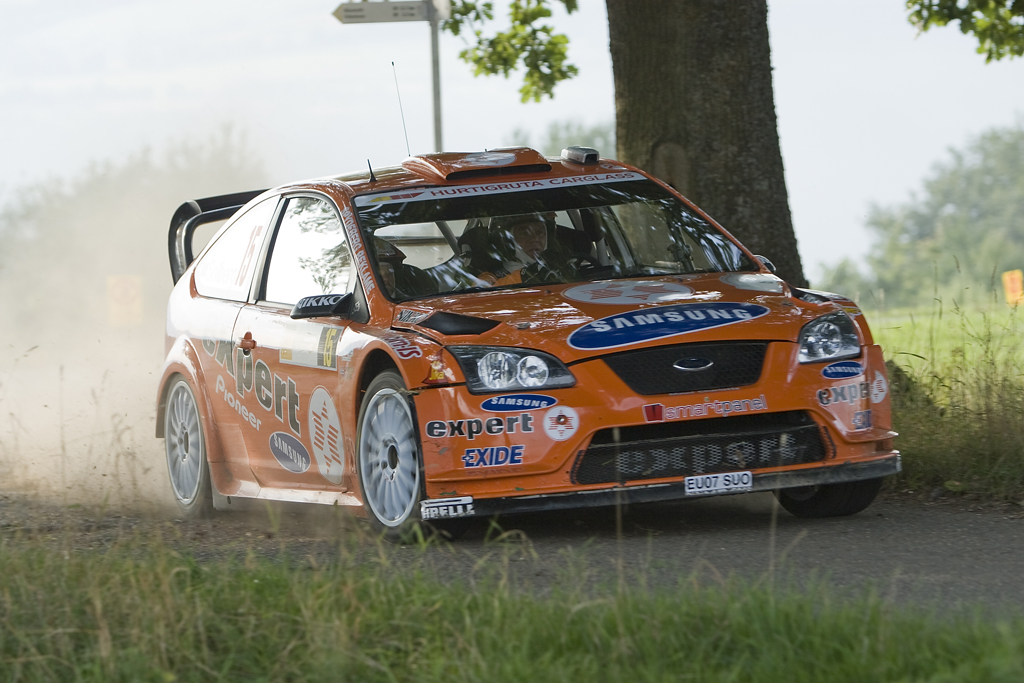
Henning Solberg végül a hetedik helyen zárt

A második napon nyolc szakaszt rendeztek. Ezeken Loeb hét, csapattársa Sordo pedig egy részsikert szerzett. Loeb és Sordo, valamint François Duval is gyorsabb volt ezen a napon Hirvonennél, akit még egy defekt is hátráltatott. Latvala a kilencedik szakaszon hibázott és összetörte autóját. Egy szalmabálákból kirakott lassítót mért el, ami kidobta a Fordot az árokba. Közel kétperces időhátránnyal azonban folytatni tudta a versenyt, és a nap végén a kilencedik helyen állt. A nap után Loeb vezetett Sordo és Duval előtt. Őket Hirvonen követte. A két Subaru, Solberg, Atkinson sorrendben az ötödik, hatodik pozícióban állt. Henning Solberg a hetedik, Urmo Aava pedig a nyolcadik helyen volt ekkor.
Harmadik nap
A pontszerző helyeken nem változott a sorrend a zárónap folyamán. A nap első négy szakaszán Duval volt a leggyorsabb. A legutolsó, mindössze 4,37 kilométeres gyorsaságin hárman is, Loeb, Andreas Mikkelsen és Petter Solberg is azonos időt futva lett első.

## Szakaszok
| Nap                   | #   | Rajtidő | Szakasz              | Hossz    | Győztes                                         | Idő     | Átlag seb. | Versenyben vezető |
| --------------------- | --- | ------- | -------------------- | -------- | ----------------------------------------------- | ------- | ---------- | ----------------- |
| 1. nap (Augusztus 15) | 1.  | 09:13   | Ruwertal / Fell 1    | 21.22 km | Sébastien Loeb                                  | 11:31.6 | 110,5 km/h | Sébastien Loeb    |
| 1. nap (Augusztus 15) | 2.  | 10:26   | Grafschaft Veldenz 1 | 23.04 km | Sébastien Loeb                                  | 13:14.4 | 104,4 km/h | Sébastien Loeb    |
| 1. nap (Augusztus 15) | 3.  | 11:19   | Moselland 1          | 9.82 km  | Sébastien Loeb                                  | 5:29.3  | 107,4 km/h | Sébastien Loeb    |
| 1. nap (Augusztus 15) | 4.  | 14:52   | Ruwertal / Fell 2    | 21.22 km | Sébastien Loeb                                  | 11:28.7 | 110,9 km/h | Sébastien Loeb    |
| 1. nap (Augusztus 15) | 5.  | 16:05   | Grafschaft Veldenz 2 | 23.04 km | Sébastien Loeb                                  | 13:12.3 | 104,7 km/h | Sébastien Loeb    |
| 1. nap (Augusztus 15) | 6.  | 16:58   | Moselland 2          | 9.82 km  | Sébastien Loeb                                  | 5:26.2  | 108,4 km/h | Sébastien Loeb    |
| 2. nap (Augusztus 16) | 7.  | 8:18    | Bosenberg 1          | 19.12 km | Sébastien Loeb                                  | 10:50.1 | 105,9 km/h | Sébastien Loeb    |
| 2. nap (Augusztus 16) | 8.  | 08:51   | Freisen / Westrich 1 | 16.16 km | Sébastien Loeb                                  | 9:26.9  | 102,6 km/h | Sébastien Loeb    |
| 2. nap (Augusztus 16) | 9.  | 09:26   | Birkenfelder Land 1  | 14.22 km | Sébastien Loeb                                  | 7:57.1  | 107,3 km/h | Sébastien Loeb    |
| 2. nap (Augusztus 16) | 10. | 10:44   | Panzerplatte 1       | 30.38 km | Sébastien Loeb                                  | 17:44.5 | 102,7 km/h | Sébastien Loeb    |
| 2. nap (Augusztus 16) | 11. | 14:57   | Bosenberg 2          | 19.12 km | Sébastien Loeb                                  | 10:50.6 | 105,8 km/h | Sébastien Loeb    |
| 2. nap (Augusztus 16) | 12. | 15:30   | Freisen / Westrich 2 | 16.16 km | Sébastien Loeb                                  | 9:30.4  | 102,0 km/h | Sébastien Loeb    |
| 2. nap (Augusztus 16) | 13. | 16:05   | Birkenfelder Land 2  | 14.22 km | Sébastien Loeb                                  | 7:56.3  | 107,5 km/h | Sébastien Loeb    |
| 2. nap (Augusztus 16) | 14. | 17:23   | Panzerplatte 2       | 30.38 km | Daniel Sordo                                    | 17:41.5 | 103,0 km/h | Sébastien Loeb    |
| 3. nap (Augusztus 17) | 15. | 07:28   | Dhrontal 1           | 22.09 km | François Duval                                  | 14:23.1 | 92,1 km/h  | Sébastien Loeb    |
| 3. nap (Augusztus 17) | 16. | 08:03   | Moselwein 1          | 18.08 km | François Duval                                  | 10:43.9 | 101,1 km/h | Sébastien Loeb    |
| 3. nap (Augusztus 17) | 17. | 10:41   | Dhrontal 2           | 22.09 km | François Duval                                  | 14:15.7 | 92,9 km/h  | Sébastien Loeb    |
| 3. nap (Augusztus 17) | 18. | 11:16   | Moselwein 2          | 18.08 km | François Duval                                  | 10:45.4 | 100,8 km/h | Sébastien Loeb    |
| 3. nap (Augusztus 17) | 19. | 13:08   | Circus Maximus Trier | 4.37 km  | Sébastien Loeb Andreas Mikkelsen Petter Solberg | 3:22.4  | 77,7 km/h  | Sébastien Loeb    |

## Végeredmény
|          | Versenyző          | Navigátor         | Autó                   | Idő       | Különbség | Pont |
| -------- | ------------------ | ----------------- | ---------------------- | --------- | --------- | ---- |
| 1.       | Sébastien Loeb     | Daniel Elena      | Citroën C4 WRC         | 3:26:19.7 |           | 10   |
| 2.       | Daniel Sordo       | Marc Martí        | Citroën C4 WRC         | 3:27:07.4 | +47.7     | 8    |
| 3.       | François Duval     | Patrick Pivato    | Ford Focus RS WRC 07   | 3:27:39.7 | +1:20.0   | 6    |
| 4.       | Mikko Hirvonen     | Jarmo Lehtinen    | Ford Focus RS WRC 07   | 3:27:49.8 | +1.30.1   | 5    |
| 5.       | Petter Solberg     | Phil Mills        | Subaru Impreza WRC2008 | 3:28:55.0 | +2:35.3   | 4    |
| 6.       | Chris Atkinson     | Stéphane Prévot   | Subaru Impreza WRC2008 | 3:31:05.6 | +4:45.9   | 3    |
| 7.       | Henning Solberg    | Cato Menkerud     | Ford Focus RS WRC 07   | 3:31:55.9 | +5:36.2   | 2    |
| 8.       | Urmo Aava          | Kuldar Sikk       | Citroën C4 WRC         | 3:31:57.5 | +5:37.8   | 1    |
| JWRC     |                    |                   |                        |           |           |      |
| 1. (19.) | Sébastien Ogier    | Julien Ingrassia  | Citroën C2 S1600       | 3:47:36.0 |           | 10   |
| 2. (22.) | Aaron Burkart      | Michael Kölbach   | Citroën C2 S1600       | 3:51:10.2 | +3:34.2   | 8    |
| 3. (25.) | Alessandro Bettega | Simone Scattolin  | Renault Clio R3        | 3:52:50.4 | +5:14.4   | 6    |
| 4. (26.) | Shaun Gallagher    | Paul Kiely        | Citroën C2 S1600       | 3:53:16.9 | +5:40.9   | 5    |
| 5. (30.) | Simone Bertolotti  | Daniele Vernuccio | Renault Clio S1600     | 3:58:51.7 | +11:15.7  | 4    |
| 6. (34.) | Kevin Abbring      | Björn Degandt     | Renault Clio R3        | 4:09:57.9 | +22:21.9  | 3    |
| 7. (36.) | Andrea Cortinovis  | Giancarla Guzzi   | Renault Clio S1600     | 4:10:55.5 | +23:19.5  | 2    |
| 8. (38.) | Florian Niegel     | André Kachel      | Suzuki Swift S1600     | 4:12:35.9 | +24:59.9  | 1    |